# Melting Pot (nummer van Blue Mink)
Melting Pot is de debuutsingle uit 1969 van de Britse popgroep Blue Mink en titelnummer van het gelijknamige album. Het nummer is geschreven door Blue Minks zanger Roger Cook samen met Roger Greenaway. 
In de UK Singles Chart werd de derde plek behaald en in de Nederlandse Top 40 de achtste positie. Het werd ook een hit in Ierland, Australië en Nieuw-Zeeland.
Het nummer is een pleidooi tegen racisme, hoewel de teksten in het nummer ("mix with yellow Chinkies" en "little red Indian boy") vijftig jaar later door sommigen als aanstootgevend beschouwd kunnen worden.
Voor hun album "A Different Beat" uit 1996 nam de Ierse popgroep Boyzone een cover op van dit nummer. Op deze cover zingt Madeline Bell, lid van Blue Mink, ook mee.

## NPO Radio 2 Top 2000
| Nummer met noteringen in de NPO Radio 2 Top 2000 | '99  | '00 | '01  | '02  | '03  | '04 | '05  | '06 | '07  |
| ------------------------------------------------ | ---- | --- | ---- | ---- | ---- | --- | ---- | --- | ---- |
| Melting Pot                                      | 1734 | -   | 1327 | 1525 | 1661 | -   | 1694 | -   | 1968 |

1. ↑  Een '-' betekent dat het nummer niet was genoteerd en een vetgedrukt getal geeft de hoogste notering aan.
2. ↑  Deze tabel is bijgewerkt tot en met de laatste editie (2024).